# Räkna de lyckliga stunderna blott
Räkna de lyckliga stunderna blott är en svensk dramafilm från 1944 i regi av Rune Carlsten. Filmen är baserad på Guy de Maupassants novell Une veuve ("En änka"). I huvudrollerna ses Sonja Wigert och Arnold Sjöstrand.

## Handling
Alf är förälskad i Lilian, men hennes enkla ursprung accepteras inte i Alfs kretsar. En dag berättar Alfs farfar att han har varit i samma situation.

## Om filmen
Filmen spelades in i maj och juni 1944 i AB Centrumateljéerna, på Djurgården och Gamla stan i Stockholm samt i Imperfektum i Uppsala. Filmen hade premiär den 8 augusti 1944 på biografen Grand vid Sveavägen i Stockholm.
Räkna de lyckliga stunderna blott har visats i SVT, bland annat 1985, 2000, i oktober 2021 och i februari 2024.

## Rollista
- Sonja Wigert – Annemarie Wikström, sömmerska
- Arnold Sjöstrand – Viktor Branzell, jurist
- Olof Widgren – Bengt Ljung, läkare
- Hugo Björne – Branzell senior, Viktors far
- Gerda Lundequist – fru Branzell, Viktors mor
- Åke Grönberg – Sven Bergling
- John Ekman – skeppsredare Benson
- Barbro Ribbing – Harriet Benson, hans dotter
- Yngve Nordwall – Ragnar Normark
- Tekla Sjöblom – fru Normark, Ragnars mor
- Birger Malmsten – Helge Wikström, Annemaries bror, student
- Britta Holmberg – Ingrid, Annemaries arbetskamrat
- Curt Masreliez – Alf Branzell, Viktors sonson
- Anita Björk – Lilian Lind, expedit i handskaffär, Alfs fästmö
- John Westin – Karsten, Viktors betjänt
- Eva Dahlbeck – Hedvig, flicka på studentskivan
- Magnus Rudbeck – varietésångare

### Ej krediterade
- Ruth Weijden – Charlotte, Sven Berglings fästmö
- Eva Stiberg – tjänsteflicka hos Normarks
- Henrik Schildt – student
- Gösta Hillberg – äldre man vid Helges grav
- Olof Bergström – talare på förlovningskalaset
- Mona Geijer-Falkner – Annemaries hyresvärdinna
- Wiktor "Kulörten" Andersson – kusk
- Constance Gibson – föreståndarinna på modeateljén
- Helge Karlsson – stadsbud med brev till Viktor
- Elly Christiansson – tjänsteflicka hos Branzells
- Gunnar Johansson – kapellmästare på Sveasalen
- Millan Bolander – sjuksköterska
- Lillie Wästfeldt – kvinna som hjälper Annemarie när hon segnat ner vid kyrkgrinden
- Gunnar Hedberg – student på studentskivan
- Uno Larsson – gäst på Sveasalen
- Gustaf Hedström – gäst på Branzells nyårsfest
- Sigvard Törnqvist – stand-in för Wiktor "Kulörten" Andersson i avståndsbilder

## Musik i filmen
- "Räkna de lyckliga stunderna blott", musik Jules Sylvain, text Karl-Ewert, sång Britt Leonard
- "Sjungom studentens lyckliga dag", musik G*****, instrumental
- "Längtan till landet", musik Otto Lindblad, text Herman Sätherberg, sång Åke Grönberg
- "Fröken Chic", musik Paul Lincke, svensk text Ernst Högman, sång Magnus Rudbeck
- "Isabella", musik Harry Dacre, svensk text Alma Rek, sång Magnus Rudbeck
- "Hulda skymning", text och musik Gunnar Wennerberg, sång Arnold Sjöstrand, Åke Grönberg
- "Can-can"
- "Peer Gynt. Solveigs Sang", musik Edvard Grieg
- "Polka", musik Gunnar Johansson, instrumental
- "La petite viennoise", musik Jules Sylvain, instrumental